# 巴什塔尼夫卡 (韃靼布納雷區)
45°45′49″N 29°28′43″E / 45.76361°N 29.47861°E
巴什塔尼夫卡（烏克蘭語：Баштанівка）是位於烏克蘭西南部的村莊，由敖德萨州裡比爾霍羅德-德涅斯特羅夫斯基區的韃靼布納雷市鎮負責管轄。該村始建於1806年，面積1.53平方公里，海拔高度27米，2001年人口932，人口密度每平方公里609.15人。